# 스티븐 휘테커
스티븐 고든 휘태커(Steven Gordon Whittaker, 1984년 6월 16일 ~ )는 스코틀랜드의 전 축구 선수이다. 과거 포지션은 라이트 백이었으며, 현재는 플리트우드 타운 FC의 수석 코치이다.